# &CAST!!!アワー ラブテン!
『&CAST!!!アワー ラブテン!』（アンドキャストアワー ラブテン）は&CAST!!!で2019年1月5日、超!A&G+にて2019年1月12日から2020年3月28日まで配信された簡易動画付きのインターネットラジオの生ワイド番組。

## 概要
この番組は、インターネットメディア「ウレぴあ総研」とコラボして、週末のお出かけ情報をはじめ、週間エンタメランキングや注目のアニメ・ゲームなどを取り上げ、最新のエンタメ情報を発信する。
番組アシスタントが存在し、毎週交代で同じ1月配信開始の「&CAST!!!アワー ラブエール!」のパーソナリティが登場する。

## 配信時間
| 配信元   | 配信時間           | 配信期間                      | 備考                                                     |
| -------- | ------------------ | ----------------------------- | -------------------------------------------------------- |
| &CAST!!! | 土曜 9:30 - 12:00  | 2019年1月5日 - 2020年3月28日  | 10:00までの30分間は アシスタント陣のビフォアトークを配信 |
| 超!A&G+  | 土曜 10:00 - 12:00 | 2019年1月12日 - 2020年3月28日 |                                                          |

## パーソナリティ
- 阪口大助
- 米澤円

アシスタント